# Geschützter Landschaftsbestandteil Buscher Berg

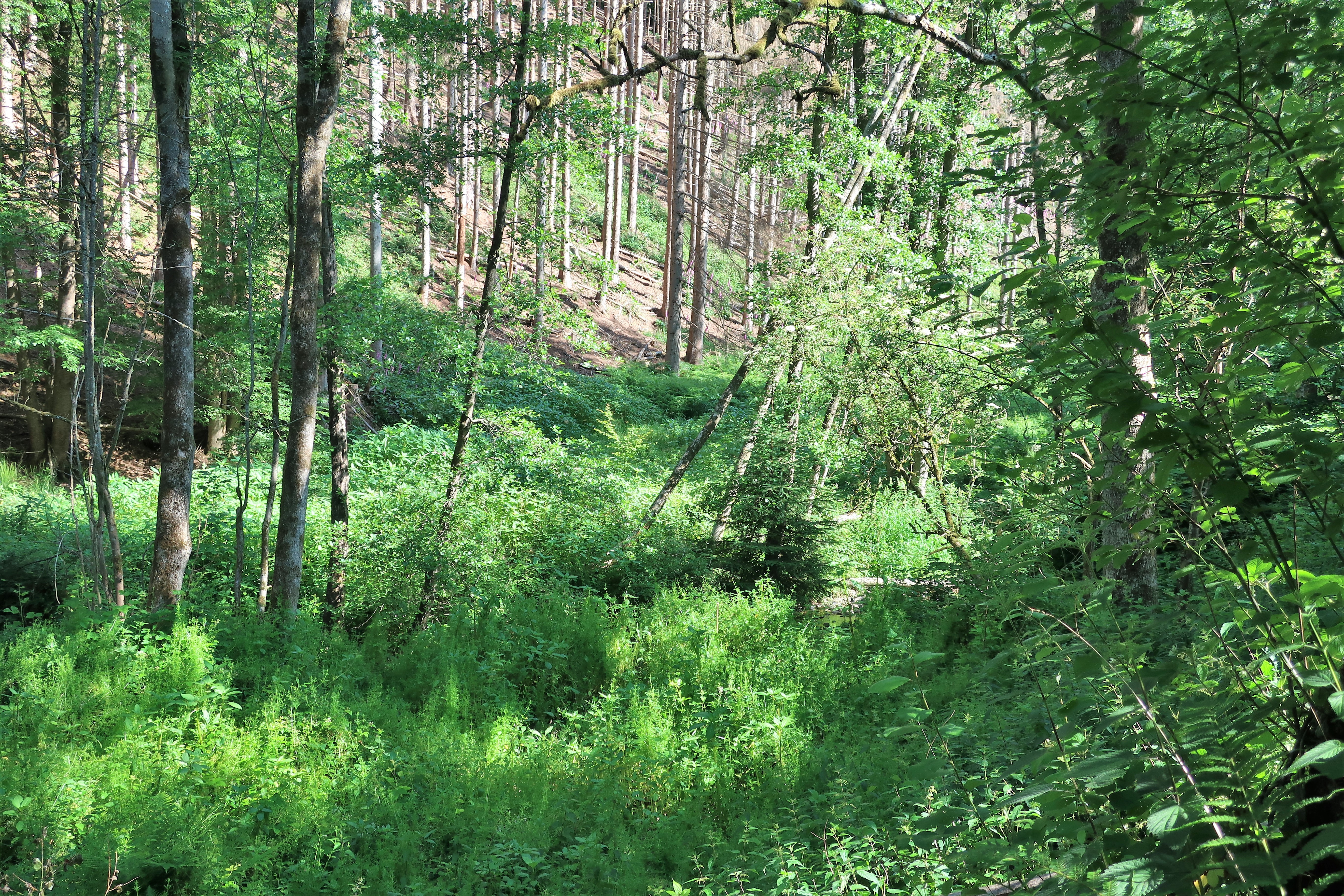
Geschützter Landschaftsbestandteil Buscher Berg

Der Geschützte Landschaftsbestandteil Buscher Berg mit einer Flächengröße von 5 ha liegt auf dem Gebiet der kreisfreien Stadt Hagen in Nordrhein-Westfalen. Der LB wurde 1994 mit dem Landschaftsplan der Stadt Hagen vom Stadtrat von Hagen ausgewiesen.

## Beschreibung
Beschreibung im Landschaftsplan: „Der Landschaftsbestandteil liegt nördlich des Motodroms und westlich der Selbecker Straße. Es handelt sich um einen alten Buchenbestand mit einem Quellsiepen und Felsklippen der Brandenberg-Schichten des Mitteldevons sowie einem teilweise waldfreien Abschnitt der Köttinger Bachaue. Im Schutzgebiet liegt auch das Grubenfeld Georgine mit mehreren stillgelegten Eisenerzstollen.“

## Schutzzweck
Laut Landschaftsplan erfolgte die Ausweisung „zur Sicherung der Leistungsfähigkeit des Naturhaushalts durch Erhalt eines wertvollen Altholzbestandes als Lebensraum für Kleinsäuger, höhlenbrütende Vogelarten und totholzbewohnende Insekten, durch Erhalt einer naturnahen Bachaue mit angrenzendem Quellbereich als Lebensraum für die charakteristischen Tier- und Pflanzenarten der Quellbereiche, Sumpfzonen und Fließgewässer sowie durch Erhalt von zoologisch bedeutsamen Stollen als Lebensraum für die charakteristische Höhlenfauna und zur Belebung und Pflege des Landschaftsbildes durch Sicherung naturnaher Landschaftselemente und geowissenschaftlich sowie landeskundlich bedeutsamer Objekte.“